# Maciej Cieślak
Maciej Cieślak (ur. 9 września 1969 w Gdańsku) – polski muzyk, założyciel, wokalista i gitarzysta zespołu Ścianka, producent muzyczny. Współtworzył projekty muzyczne Lenny Valentino, Kings of Caramel, Cieślak i Księżniczki, Niewolnicy Saturna. Nominowany w kategorii „Producent roku” do nagrody Fryderyki w 2001 roku. Współpracował ze Smolikiem, Bassisters Orchestra, brał udział w projekcie audiowizualnym Jacek Olter.

## Dyskografia
| Album                                                        | Rok  | Uwagi                                                          | Źródło |
| ------------------------------------------------------------ | ---- | -------------------------------------------------------------- | ------ |
| Kobiety – Kobiety                                            | 2000 |                                                                | [ 2 ]  |
| Mordy – Normalforma                                          | 2000 |                                                                |        |
| Lenny Valentino – Uwaga! Jedzie tramwaj                      | 2001 | gitara basowa, realizacja nagrań, produkcja muzyczna           | [ 3 ]  |
| Kristen – Please Send Me a Card                              | 2003 |                                                                | [ 4 ]  |
| Pink Freud – Sorry Music Polska                              | 2003 | inżynieria dźwięku                                             | [ 5 ]  |
| The Car Is on Fire – The Car Is on Fire                      | 2005 | koprodukcja                                                    | [ 6 ]  |
| Kombajn Do Zbierania Kur Po Wioskach – Lewa strona literki M | 2006 | instrumenty klawiszowe, produkcja muzyczna, realizacja nagrań  | [ 7 ]  |
| Shofar – Shofar                                              | 2007 | realizacja nagrań, miksowanie                                  | [ 8 ]  |
| Pink Freud – Punk Freud                                      | 2008 | produkcja muzyczna, miksowanie                                 | [ 9 ]  |
| Maryla Rodowicz – Jest cudnie                                | 2008 | gitara elektryczna                                             | [ 10 ] |
| Manescape – Ex-Internal                                      | 2009 | produkcja muzyczna                                             | [ 11 ] |
| Profesjonalizm – Chopin Chopin Chopin                        | 2011 | realizacja nagrań, miksowanie                                  | [ 12 ] |
| Maria Peszek – Jezus Maria Peszek                            | 2012 | realizacja nagrań                                              | [ 13 ] |
| Dezerter – Większy zjada mniejszego                          | 2014 | realizacja nagrań, produkcja muzyczna, miksowanie              | [ 14 ] |
| Stonerror – Stonerror                                        | 2017 | realizacja nagrań, produkcja, miks, gitara, instr. perkusyjne. |        |

## Nagrody i wyróżnienia
| Rok  | Kategoria               | Tytułem        | Nagroda  | Uwagi     | Źródło |
| ---- | ----------------------- | -------------- | -------- | --------- | ------ |
| 2001 | Producent muzyczny roku | Maciej Cieślak | Fryderyk | Nominacja | [ 15 ] |

## Filmografia
- Historia polskiego rocka (2008, film dokumentalny, reżyseria: Leszek Gnoiński, Wojciech Słota)